# Walter Sobotka
Walter Sobotka (Viena, 1 de julio de 1888 – Nueva York, 8 de mayo de 1972) fue un arquitecto, militar y diseñador austríaco estadounidense.

## Biografía
Entre 1907 y 1912 estudió en la Technischen Hochschule de Viena, con Karl König y Max Fabiani entre otros, titulándose en arquitectura e ingeniería. Entre 1915 y 1918 estuvo al servicio del ejército de su país durante la Primera Guerra Mundial, y, tras la guerra, entre 1919 y 1923 trabajó para el estudio vienés de Karl Korn, a la vez que también producía mobiliario a título personal, el cual se distribuía no sólo en Viena, sino también en la extinta Checoslovaquia.
En el campo de la arquitectura también desarrolló una gran actividad. Diseñó interiores de algunos proyectos de Peter Behrens, se encargó de proyectar dos grandes bloques de viviendas y dos casas en la ciudad de Viena con motivo de la feria organizada en 1932 por el Österreichischer Werkbund. De la werkbund austríaca cabe señalar que fue vicepresidente durante dos años. El reconocimiento adquirido le llevó, a ser elegido como el arquitecto encargado de diseñar el Pabellón Austríaco para la Exposición Mundial de París de 1937.
En 1938, ante el acecho de la Segunda Guerra Mundial, Sobotka emigró a los Estados Unidos, instalándose en la ciudad de Nueva York. Fue contratado como profesor en la Universidad de Pittsburgh y en el Carnegie Institute of Technology.
En la práctica de la arquitectura en EE. UU., se dedicó principalmente al diseño de interiores, entre los que destacan los destinados a teatros, y de mobiliario. Su arquitectura puede ser clasificada como modernista, heredera de la tradición vienesa.